# Amenemopet (herceg)
Amenemopet ókori egyiptomi herceg a XVIII. dinasztia idején; valószínűleg II. Amenhotep fia. Nevének jelentése: Ámon az Opet-ünnepen.
II. Amenhotep Szfinx-templomában az övé volt a ma C jelű sztélé néven ismert sztélé. Ez alapján azonosítható Amenhotep fáraó fiaként, stílusa alapján a sztélé ugyanis erre az időszakra datálható. Lehetséges, hogy őt ábrázolják egy másik, szakkarai sztélén, ami Szenetruiu királyi dajkát ábrázolja egy Amenemopet nevű herceggel.